# Amnesia (novela visual)
Amnesia (アムネシア Amuneshia?) es una novela visual japonesa creada por Idea Factory. Fue lanzada por primera vez en agosto de 2011, estando primero disponible para formato PlayStation Portable. Una secuela llamada Amnesia Later, fue lanzada en marzo de 2012. Otro juego titulado Amnesia Crowd fue lanzada en marzo de 2013, y se ha anunciado otra llamada Amnesia World que se lanzó en 2014, pero esta vez para PlayStation Vita. La serie ha sido bien recibida, por lo que tiene una gran cantidad de mercancía relacionada publicada, como CD, CDs de Image song, libros, etc, incluso tuvo una adaptación al manga titulado Amnesia Later. Durante la fiesta Otomate 2012, la producción de una adaptación al anime fue anunciado con una emisión para el 2013.
En junio de 2021, Anime Onegai adquirió los derechos de transmisión de la serie en América Latina junto con su doblaje latino.

## Argumento
Todo comienza la mañana del 1 de agosto, cuando la protagonista despierta y descubre que no tiene recuerdo alguno del pasado. Tiene amnesia. Un chico aparece ante ella y se presenta como un espíritu llamado Orión. La protagonista hace todo lo posible para recuperar su memoria con la ayuda de Orión, teniendo que decidir entre cuatro puertas (más tarde cinco, si se han completado las cuatro anteriores) decoradas con los símbolos de la baraja. Detrás de esas puertas se encuentran diferentes mundos, donde ella tiene cada vez un novio diferente.

## Personajes

### Principales
Heroine (主人公 Shujinko?)
Seiyū: Kaori Nazuka (anime)
Doblaje (Hispanoamérica): Liliana Barba
La protagonista de la historia que ha perdido todos sus recuerdos, se calcula que tiene 18 años ya que en un capítulo se muestra que iba a entrar a la universidad pero también dice que es mayor que Shin. Dentro del juego, Orión, el espíritu, la sigue y apoya para que pueda recuperar su memoria. Incluso en el anime, hasta el momento ella no tiene ningún supuesto nombre. Se sabe que tiene familia (sus dos padres), sin embargo sus nombres no son mencionados en la historia. En el anime es una persona tranquila y tiene pocos diálogos a comparación de sus supuestos novios. En un capítulo ella tiene escrito en su diario que quería ir esa universidad porque quería estar con Toma (amigo de la infancia, al igual que Shin) y parece que estaba planeando confesarle sus verdaderos sentimientos. En el anime no queda claro su verdadero novio, pero en la novela visual se considera a Ukyo como tal.
Shin (シン Shinano?)
Seiyū: Tetsuya Kakihara
Doblaje (Hispanoamérica): Alberto Bernal
Con 17 años de edad Shin es uno de los principales personajes masculinos. Amigo de la infancia de la protagonista, así como de Toma. Él está estudiando duro para entrar en la universidad tras acabar el instituto. Le gusta jugar a las cartas y participa en el club de atletismo. Su animal favorito es el perro. Su ruta simbólica en el juego es el "corazón". Su personalidad puede ser tomada como tsundere ya que suele ser muy rudo y tosco con Heroine pero en realidad se preocupa mucho por ella. 
Ikki (イッキ?)
Seiyū: Kishō Taniyama
Doblaje (Hispanoamérica): Víctor Ugarte
Es un estudiante universitario de cuarto año con 22 años de edad y el mejor amigo de Kent. También le gusta jugar a los dardos, billar y tenis de mesa. Ikki es bueno en cualquier cosa que tenga que utilizar las manos. Su animal favorito se supone que es el hámster. Su ruta simbólica en el juego es la "espada"(Spade). A pesar de su popularidad con las mujeres es una personal fiel y cariñosa. Su habilidad de poder tener suerte con las mujeres fue debido a una estrella fugaz. 
Toma (トーマ Tōma?)
Seiyū: Satoshi Hino
Doblaje (Hispanoamérica): Javier Olguín
Es un estudiante universitario de segundo año con 19 años de edad. Amigo de la infancia de Shin y Heroine. Le gusta jugar baloncesto, ciclismo, navegar por Internet, jugar videojuegos, cocinar y leer. Él está en un buen número de clubes escolares, como el fútbol, la radiodifusión, tiro con arco y el periódico. Sus animales favoritos son los "seres humanos". Su ruta simbólica en el juego es el 'diamante'. Según la historia, su personalidad puede ser tomada como yandere: ser muy tierno, educado y preocupado por sus amigos y más por Heroine, pero en momentos cambia a hostil y un tanto psicópata. En Japón, ha resultado ser el personaje con mayor arrastre, debido a su personalidad fuera de lo usual.
Kent (ケント Kento?)
Seiyū: Akira Ishida
Doblaje (Hispanoamérica): Eleazar Muñoz
Con 25 años ya está graduado de la universidad. Cree que todo se soluciona con la lógica y que todo tiene lógica. Él es el mejor amigo de Ikki y van a la misma universidad. Le gusta observar y hacer puzles matemáticos. No tiene inclinación por ningún animal, ya que le gusta observarlos a todos. Su ruta simbólica en el juego es el 'trébol'. Su personalidad es ser calculador y frío pero a veces puede convertirse en alguien muy apasionado, en el transcurso del anime es pareja de Heroine y nunca demuestra nada hacia ella a pesar de que son pareja. 
Ukyō (ウキョウ?)
Seiyū: Kōki Miyata
Doblaje (Hispanoamérica): Manuel Campuzano
Con 24 años, es un famoso fotógrafo con una personalidad dividida. Él está en un montón de clubes diferentes: el triatlón, porristas, danza hula, fútbol, lacrosse, rugby, kabaddi, la danza, el arte, la equitación, el debate y cerca de 15 clubes más. Su ruta simbólica en el juego es el 'joker'. Ukyo es en realidad el novio oficial de Heroine. En su ruta se aclaran muchas cosas sobre la pérdida de memoria de Heroine, al parecer ella quedó atrapada en el incendio que se produjo en su universidad el 1 de agosto, muriendo 24 días después en el hospital. Ukyo, al no soportar eso, le pidió al maestro de Orión la capacidad de cruzar otros mundos con el fin de salvarla de ese accidente y morir en lugar de ella, sin embargo su otro yo siempre lo impedía y al final terminaba matando a Heroine. En el día 24 de la historia se menciona que ese es el último viaje que Ukyo puede hacer y eso por eso que se esforzará por mantenerla con vida 25 días y así poder salvarla. En el anime los capítulos 1 y 2 hacen algunas referencias a lo que pasa el día 25 del juego. Como Ukyo va por diferentes mundos está presente en la mayoría de los capítulos.

### Secundarios
Orion (オリオン?)
Seiyū: Hiromi Igarashi
Doblaje (Hispanoamérica): Oliver Díaz
Un espíritu con apariencia de niño que se cruzó con Heroine en el mundo del sueño y olvidó su verdadera misión. Más tarde se revela que es la de encontrar a su maestro, encerrado dentro de Ukyo como su segunda personalidad. Orion es muy sarcástico y en el juego expresa muchas veces la opinión del jugador. Mientras que en el anime se preocupa mucho por Heroine y trata de ayudarla a que recupere completamente sus recuerdos.
Sawa (サワ?)
Seiyū: Satomi Moriya
Doblaje (Hispanoamérica): Dafne Gallardo
Una chica muy activa y alegre que es la mejor amiga de Heroine. Al igual que ella, trabaja en Meido to Hitsuji en unos capítulos, y van a la misma universidad.
Mine (ミネ?)
Seiyū: Kana Akutsu
Doblaje (Hispanoamérica): Wendy Malvárez
Una kouhai de Heroine que trabaja en Meido to Hitsuji. A pesar de su apariencia infantil, es muy buena amiga de Heroine y se preocupa mucho por ella.
Rika (リカ?)
Seiyū: Yoshida Seiko
Doblaje (Hispanoamérica): Luz Menchaca
La presidenta del club de fanes de Ikki. Es una persona seria pero egoísta en ocasiones y más si se trata de Ikki ya que entre los miembros del club solo hay una regla básica que ninguna miembro puede romper. 
Waka (ワカ?)
Seiyū: Takahashi Hidenori
Doblaje (Hispanoamérica): Daniel Lacy
Jefe de Heroine en Meido no Hitsuji.
Luka (ルカ Ruka?)
Seiyū: Yoshimasa Hosoya

## Anime

### Lista de episodios
| #  | Título | Estreno               |
| -- | ------ | --------------------- |
| 1  | «1»    | 7 de enero de 2013    |
| 2  | «2»    | 14 de enero de 2013   |
| 3  | «3»    | 21 de enero de 2013   |
| 4  | «4»    | 28 de enero de 2013   |
| 5  | «5»    | 4 de febrero de 2013  |
| 6  | «6»    | 11 de febrero de 2013 |
| 7  | «7»    | 18 de febrero de 2013 |
| 8  | «8»    | 25 de febrero de 2013 |
| 9  | «9»    | 4 de marzo de 2013    |
| 10 | «10»   | 11 de marzo de 2013   |
| 11 | «11»   | 18 de marzo de 2013   |
| 12 | «12»   | 25 de marzo de 2013   |

OVA
El anime cuenta además con una OVA, titulada "Amnesia OVA", la cual fue estrenada el 25 de septiembre del 2013, tiene una duración de 25 minutos y fue dirigida por el mismo estudio que se encargó de realizar el anime, el estudio Brain's Base.

### Música
Opening
- Episodios 1 al 12: "Zoetrope "por Nagi Yanagi.[2]

Ending
- Episodios 1 al 11: "Recall" por Ray.
- Episodio 12: "Hoshiboshi no Wataridori" por Nagi Yanagi

OVA
- Opening: "Zoetrope " Nagi yanagi.
- Ending: "Hoshiboshi no Wataridori" por Nagi Yanagi.